# À la poursuite du Bargougnan
Pour plus de détails, voir Fiche technique et Distribution.
À la poursuite du Bargougnan est un court métrage français réalisé par Laurent Ardoint, Stéphane Duprat et Florence Roux, diffusé pour la première fois en janvier 1993 lors du Festival international du film fantastique d'Avoriaz. Il a obtenu la même année le Prix du public au  festival du court métrage d'humour de Meudon.

## Synopsis
Une jeune femme engage un aventurier pour retrouver son père qui a disparu dans la jungle alors qu'il était sur les traces du Bargougnan.

## Fiche technique
- Titre : À la poursuite du Bargougnan
- Réalisation et scénario : Laurent Ardoint, Stéphane Duprat et Florence Roux
- Musique : Stéphane Duprat
- Photographie : Wilfrid Sempé
- Montage : Christine Tron
- Production : Serge Michel
- Pays d'origine :  France
- Langue : français
- Format : couleurs - 1,66:1 - 35 mm
- Genre : comédie
- Durée : 6 minutes

## Distribution
- Pierre Martot : Franck Darney
- Nathalie Levy-Lang : Catherine Dupuis
- Ophélie Koering : Catherine
- Daniel Olivet : Bernard Dupuis